# Thomas Dehler
Thomas Dehler, né le 14 décembre 1897 à Lichtenfels et mort le 21 juillet 1967 à Wiesenttal, est un homme politique allemand membre du Parti démocrate allemand (DDP), puis du Parti libéral-démocrate (FDP).
Il participe en 1924 à la fondation de l'organisation paramilitaire Reichsbanner Schwarz-Rot-Gold, et à celle du Parti libéral-démocrate en Bavière vingt ans plus tard. Il en devient alors président, intègre le comité directeur fédéral du FDP en 1948, et entre au Bundestag en 1949. Nommé peu après ministre fédéral de la Justice dans le premier gouvernement ouest-allemand, il est débarqué en 1953 à cause de ses divergences avec le chancelier Adenauer. Il prend alors la présidence du groupe FDP au Bundestag, puis du parti un an plus tard. En 1956, il organise la sortie des libéraux de la coalition au pouvoir, ce qui entraîne une scission et la création de l'éphémère Parti populaire libéral (FVP). Il renonce à ses fonctions en 1957, et reste député fédéral jusqu'à sa mort.

## Éléments personnels

### Formation
Après avoir achevé ses études secondaires en 1916, il est enrôlé dans la Reichswehr et participe à la Première Guerre mondiale. Le conflit terminé, il entreprend des études supérieures de médecine, qu'il abandonne rapidement au profit d'un cursus de droit et de sciences politiques à Munich, Fribourg-en-Brisgau et enfin Wurtzbourg, où il passe son premier examen juridique d'État en 1920, ainsi qu'un doctorat de droit pénal. Il obtient le second trois ans plus tard.

### Carrière
En 1924, il s'installe comme avocat à Bamberg, puis déménage à Munich en 1925, année où il épouse Irma Frank, d'origine juive.

#### Sous le nazisme
Avec l'avènement du régime nazi et l'instauration des lois de Nuremberg, les autorités du pays et les organes professionnels font pression sur lui afin qu'il divorce de sa femme. Il refuse toutefois de se soumettre à cette pression, conservant également toute sa clientèle juive, et acceptant même de traiter les cas d'opposants au régime. Ce positionnement lui vaut d'être surnommé « le vrai camarade des Juifs » par le journal Der Stürmer.
Arrêté en 1938 pour avoir pris contact avec des résistants, il entre l'année suivante dans la Wehrmacht mais ne participe que quelques mois à la Seconde Guerre mondiale, ayant été déclaré « inapte » du fait de son mariage. Il est de nouveau arrêté en 1944 et condamné aux travaux forcés au sein de l'organisation Todt, puis libéré au bout de quatre semaines.

#### Après 1945
Peu après la fin de la guerre, il devient procureur à la haute cour régionale de Bamberg, puis est affecté, en tant que chef, au parquet près la Cour de cassation du ministère bavarois de la Politique de libération en 1946. L'année suivante, il prend la présidence de la haute cour régionale de Bamberg.

## Vie politique

### Activité militante

#### Sous la République de Weimar
Il adhère au Parti démocrate allemand (DDP) en 1920, et participe, quatre ans plus tard, à la création de la Reichsbanner Schwarz-Rot-Gold, une organisation paramilitaire formée par les partis démocratiques dans le but de défendre le régime de la République de Weimar. En 1926, il est élu président du DDP de Bamberg, et reste membre du parti lorsque celui-ci, ayant fusionné avec l'Association du Reich nationale populaire en 1930, se transforme en Parti de l'État allemand (DStP). La formation disparaît trois ans plus tard, forcée à la dissolution par les nazis.

#### Fondateur du Parti libéral d'après-guerre
Il participe, en 1946, à la fondation du Parti libéral-démocrate en Bavière (FDP in Bayern), dont il prend la présidence pour dix ans, puis à celle du Parti libéral-démocrate (FDP) deux ans plus tard, lors du congrès fondateur d'Heppenheim, au cours duquel il est élu membre du comité directeur fédéral. En 1952, il est chargé de mener une enquête interne, aux côtés de Fritz Neumayer et Alfred Onnen, sur l'affaire Naumann, une tentative d'infiltration du FDP par d'anciens nazis menés par un ancien secrétaire d'État de Joseph Goebbels, Werner Naumann.

#### Président du FDP (1954 - 1957)
Élu président fédéral du FDP lors du congrès de 1954, un geste vu comme un geste de défiance contre la direction sortante après le mauvais résultat obtenu aux élections fédérales de 1953, Thomas Dehler maintient la coalition noire-jaune avec la CDU/CSU de Konrad Adenauer sans cacher leurs désaccords, notamment sur l'avenir de la Sarre. Au sein du parti, il est classé parmi les sociaux-libéraux et appartient de ce fait à l'aile gauche de la formation.
Quelques mois plus tard, il joue un rôle décisif dans la constitution, en Bavière, d'une coalition à quatre partis permettant à Wilhelm Hoegner, du SPD, d'accéder à la présidence du gouvernement régional alors même que l'Union chrétienne-sociale en Bavière (CSU) a remporté les élections régionales à la majorité relative. Il est également responsable de la formation, en février 1956, de la première coalition sociale-libérale en Rhénanie-du-Nord-Westphalie en faisant adopter une motion de censure constructive contre le chrétien-démocrate Karl Arnold.
Il organise ensuite, le 23 septembre, le retrait du FDP du cabinet Adenauer II, ce qui entraîne le départ de seize députés et des quatre ministres fédéraux du parti, pour fonder le Parti populaire libéral (FVP), une formation éphémère qui ne réussit pas à entrer au Bundestag aux élections fédérales de 1957, remportées à la majorité absolue par CDU/CSU. À la suite de ce scrutin, au cours duquel la CSU s'impose avec 57 % des voix en Bavière, la coalition bavaroise est rompue par le Bloc des réfugiés (BHE). Il démissionne alors de la présidence du parti au profit de Reinhold Maier. En 1958, la CDU remporte la majorité absolue au Landtag de Rhénanie-du-Nord-Westphalie, mettant ainsi fin à la toute première expérience de gouvernement avec les sociaux-démocrates seuls.
Bien que la stratégie de Thomas Dehler se soit révélée être un échec à court terme, elle est vue aujourd'hui comme ayant empêché la disparition du FDP, à l'instar de plusieurs petits partis au cours des années 1950.

### Parcours institutionnel

#### Sous l'occupation alliée
À l'issue de la Seconde Guerre mondiale, il est nommé préfet de l'arrondissement de Bamberg par les autorités américaines d'occupation, occupant ce poste jusqu'en 1946. Cette année-là, il est en effet élu à l'assemblée régionale constituante de Bavière, puis au Landtag.
Il intègre en 1947 le conseil des Länder, l'organisme parlementaire des trois Länder occupé par les Américains, puis le conseil parlementaire, chargé de rédiger une nouvelle Constitution fédérale, l'année suivante. Ayant fait partie du comité de rédaction, il n'est pas totalement satisfait du résultat, mais soutiendra tout de même la ratification du texte. À ce titre, il a clairement désapprouvé l'attitude du parlement bavarois, qui a accepté l'application de la Loi fondamentale sur son territoire tout en refusant explicitement de la ratifier.

#### Ministre fédéral de la Justice (1949 - 1953)
Élu député de Bavière au Bundestag lors des élections fédérales de 1949, Thomas Dehler est nommé ministre fédéral de la Justice le 20 septembre suivant dans le gouvernement de coalition entre la CDU/CSU, le FDP et le Parti allemand (DP) dirigé par Konrad Adenauer. Au cours de son mandat, il se concentre sur la création d'un appareil judiciaire démocratique. Dans ce contexte, il tente de limiter l'indépendance du Tribunal constitutionnel fédéral, dont le premier président, Hermann Höpker-Aschoff, a fait partie du parti libéral.
Il fait également connaître son opposition au rétablissement de la peine de mort, que la Loi fondamentale de 1949 a abolie. Il se justifie par la nécessité de rester loyal au jeune texte constitutionnel et non par une opposition personnelle à ce châtiment, mais sa position est interprétée comme une tentative de protection des criminels de guerre, une importante fraction de l'électorat du FDP, qui appelle par ailleurs à la libération de tous les « soi-disant criminels de guerre ». Ainsi, bien que ses motifs n'aient jamais été clairement établis, est-il intervenu, en 1951, dans le procès de Werner Best, ancien Waffen-SS, ce qui conduit les procureurs à abandonner les poursuites. Best se révélera plus tard être un protagoniste de l'affaire Naumann.
Alors qu'il soutient initialement les politiques occidentales menées par Adenauer, comme l'intégration à l'OTAN et le rapprochement avec la France, qu'il voit comme un moyen de gagner suffisamment de poids et de confiance envers l'Allemagne de l'Ouest pour finalement permettre la réunification du pays, leur développement le conduit à devenir de plus en plus sceptique à leur sujet, tout comme envers les intentions du chancelier. Plus tard, il dit même s'être senti trompé par ce dernier. Un point notable de désaccord est l'avenir de la Sarre, une question sur laquelle Adenauer a tout fait pour éviter un conflit avec la France, qui souhaite la maintenir sous le statut de protectorat. De même a-t-il jugé que le refus de prendre en considération de la « note de Staline », qui propose aux quatre puissances occupantes de l'Allemagne de s'en retirer et d'unifier le pays qui serait alors neutre et démilitarisé, est une erreur car l'offre paraissait sincère et aurait dû être prise en compte.

#### Fin de carrière et héritage
À la suite des élections fédérales de 1953, la CDU/CSU rate la majorité absolue d'un siège seulement tandis que ses partenaires de coalition se trouvent tous en recul. Les révélations de l'affaire Naumann et la mauvaise entente de Dehler avec le chancelier conduisent à son remplacement par Fritz Neumayer, classé plus à droite, comme ministre fédéral de la Justice. Thomas Dehler est alors élu président du groupe FDP au Bundestag, d'où il organise le retrait du parti du cabinet Adenauer II en 1956, avant de renoncer à ce poste le 8 janvier 1957.
Resté député fédéral jusqu'à sa mort le 21 juillet 1967, il a toujours été une voix critique d'Adenauer, en particulier dans le domaine de la politique allemande, continuant d'appeler à une tentative de réunifier le pays en négociant une solution avec l'Union soviétique. Il a également participé à de nombreux débats juridiques et s'est toujours montré opposé à ce que les crimes nazis soient exclus de la prescription, au nom du principe de légalité des délits et des peines.
En 1957, il prend la présidence de la commission parlementaire de l'Énergie nucléaire et des Eaux et du groupe de travail du groupe parlementaire libéral sur la politique étrangère et la défense, puis est élu, le 29 juillet 1960, vice-président du Bundestag après le décès de Max Becker. Il est porté deux ans plus tard à la présidence de la commission parlementaire chargée de la nomination des juges fédéraux. Il décède le 21 juillet 1967 d'une crise cardiaque alors qu'il se baigne à Streitberg, en Haute-Franconie.
Le siège du FDP à Bonn est renommé de son nom, Thomas-Dehler-Haus en 1993. Lorsque la capitale fédérale est transférée de Bonn à Berlin six ans plus tard, les nouveaux quartiers du parti sont baptisés de la même manière. Au niveau régional, il existe une fondation Thomas-Dehler, liée au FDP de Bavière.

### Ouvrages
- Die Begründung des Strafurteils, Dissertation, Wurtzbourg, 1920.
- Die Rechtsentwicklung in der Sowjetischen Besatzungszone, Bundesverband der Deutschen Industrie, Cologne, 1952.
- Das Parlament im Wandel der Staatsidee, Stuttgart, 1965.
- Lob auf Franken: Ein Bekenntnis, Nuremberg, 1967.
- Parlament und Presse.
- Reden und Aufsätze (posthume), Westdeutscher Verlag, 1969.